# Los gozos y las sombras (sèrie de televisió)
Los gozos y las sombras és una sèrie de televisió basada en la novel·la homònima de l'escriptor Gonzalo Torrente Ballester, ambientada en Galícia en els anys finals de la Segona República Espanyola. Va ser estrenada en el primer canal de Televisió Espanyola al març de 1982 i emesa en altres països com Uruguai o l'Argentina.
Adaptada i produïda per Jesús Navascués, i amb Rafael Moreno Alba en la direcció, els tretze capítols que la integren van ser supervisats per l'autor de l'obra original i l'èxit va ser tal que, passats vint-i-cinc anys de la seva publicació en 1957, la novel·la es va convertir en un autèntic fenomen editorial.

## Argument
Pueblanueva del Conde, una vila imaginària situada en algun punt de les ries gallegues entre els anys 1934 i 1936, poc abans de la Guerra Civil Espanyola, veu com els aires de canvi social i econòmic van alterant l'ordre tradicional instal·lat. Els vells amos de les terres donen pas als nous senyors dels diners i l'antiga flota pesquera resisteix davant la moderna indústria de les drassanes.
L'esperat retorn de Carlos Deza, últim de l'estirp dels Churruchaos, que va manar en la vila des de temps immemorial, es veu al poble com l'última possibilitat de discutir la supremacia a Cayetano Salgado, nou amo de Pueblanueva, que l'exerceix amb la impunitat que li proporciona el seu poder econòmic.
La pugna, que descendeix també al terreny de les passions, és la crònica de l'agonia de les últimes famílies rendistes tradicionals en Galícia fins a aquells anys, que assisteixen a l'enlairament de la nova indústria, així com a l'embranzida dels emigrants que tornen enriquits d'ultramar.

## Fitxa artística

### Personatges principals
- Eusebio Poncela (Carlos Deza)
- Amparo Rivelles (Doña Mariana Sarmiento)
- Charo López (Clara Aldán)
- Carlos Larrañaga (Cayetano Salgado)
- Rosalía Dans (Rosario 'La Galana')
- Santiago Ramos (Juan Aldán)

### Personatges secundaris
- Manuel Galiana (Paquito)
- Rafael Alonso (Don Baldomero)
- José María Caffarel (Don Lino)
- Eduardo Fajardo (Fray Eugenio)
- Isabel Mestres (Inés Aldán)
- Tito García (Cubeiro)
- María Casal (Carmiña)
- Fernando Sánchez Polack (El Cubano)
- Verónica Luján (Lucía)
- Carmen Roldán (Germaine)
- María Vico (Rucha)
- Laura Cepeda (Rucha hija)
- Julia Trujillo (La Galana)
- Walter Vidarte (Xirome)
- Pilar Bardem (Curandera)

## Fitxa tècnica
- Jesús Navascués - Adaptació i producció
- Rafael Moreno Alba - Direcció i realització
- José García Galisteo - Fotografia
- Nemesio García Carril - Música original
- Pedro del Rey - Muntatge
- Eduardo Hidalgo - Decorador
- Javier Artiñano - Figurinista
- Gonzalo Torrente Ballester - Supervisor general de la sèrie

## Premis i candidatures
Fotogramas de Plata 1982
| Categoria                     | Persona         | Resultat   |
| ----------------------------- | --------------- | ---------- |
| Millor intèrpret de televisió | Charo López     | Guanyadora |
| Millor intèrpret de televisió | Eusebio Poncela | Candidat   |
| Millor intèrpret de televisió | Amparo Rivelles | Candidata  |

TP d'Or 1982
| Categoria             | Persona               | Resultat   |
| --------------------- | --------------------- | ---------- |
| Millor sèrie nacional | Millor sèrie nacional | Guanyadora |
| Millor actriu         | Charo López           | Guanyadora |

Premis Ondas 1982
| Categoria             | Resultat   |
| --------------------- | ---------- |
| Nacional de Televisió | Guanyadora |

Premis ACE (Nova York)
| Categoria                    | Persona                   | Resultat   |
| ---------------------------- | ------------------------- | ---------- |
| Millor sèrie de televisió    | Millor sèrie de televisió | Guanyadora |
| Millor director de televisió | Rafael Moreno Alba        | Ganador    |